# Santos López (poeta)
Santos López (Mesa de Guanipa, Estado Anzoátegui, 1955) es un poeta, editor, gestor cultural y periodista venezolano. Está iniciado en la espiritualidad del África Occidental.

## Biografía
Como director-fundador de la Casa de la Poesía Pérez Bonalde fundada en 1990, organizó la Semana Internacional de la Poesía de Caracas con 12 ediciones. También promovió once ediciones del Concurso Nacional de Poesía para Liceístas y cinco ediciones del Premio Internacional de Poesía “Pérez Bonalde”. A través de las actividades de la Casa de la Poesía contribuyó a subrayar dos aspectos en el panorama de la poesía venezolana: la importancia de mantener vínculos con las voces poéticas mayores nacionales y el papel de los recitales para la promoción y masificación de la poesía en la sociedad. Poemas suyos han sido traducidos al inglés, alemán, francés, chino, coreano e italiano. Ha participado como poeta invitado en festivales y encuentros en Portugal, Francia, Colombia, Cuba, México, Chile, Bélgica, Benín y Austria).

## Obra publicada

### Poesía
- Otras costumbres (1980)
- Alguna luz, alguna ausencia (1981)
- Mas doliendo ya (1984)
- Entre regiones (1984)
- Soy el animal que creo (1987)
- El libro de la tribu (1992 y 2013)
- Los buscadores de agua (1999)
- El cielo entre cenizas (2004)
- Le Ciel en cendres, edición bilingüe español-francés (2004)
- Soy el animal que creo. Antología (2004)
- I cercatore d’acqua, edición bilingüe español-italiano (2008)
- La Barata (2013)
- Azar de almendra (2016)
- Del fluir, Poesía escogida (2016)
- Canto de luz negra (2018)
- Dido. 10 poemas de amor (2023)

### En Antologías
- Salzano, Juan (compilador). "Nosotros, los brujos. Apuntes de arte, poesía y brujería". Santiago Arcos editor. Buenos Aires, 2008. pp. 185-196. 278 p.
- Barreto, Igor; Mignano, Silvio y Cordero, Diómedes. Mezzogiorno in Venezuela. 12 poeti contemporanei. Edición bilingüe español-italiano. Ediciones El Estilete y Robin Edizioni, Caracas, Roma, 2016. pp. 161-184. 390 p.
- Montejo, Eugenio. Poesía contemporánea de Venezuela. Sesenta poetas y un viajero enlutado. Edición bilingüe español-coreano. Seúl, 2004. p. 140. 206 p.
- Lichy, Diana. Poésie vénézuélienne du XX siècle. Edición Bilingüe español-francés. Ediciones Patiño, Genève, Suisse, 2002. pp. 360-363. 429 p.
- Unicef. Oficina Regional para América Latina y el Caribe. Las palabras pueden: los escritores y la infancia. Cali, Colombia, 2007. pp 760-762. 852 p.
- Colina, Carlos (compilador). Gilberto Antolínez: Americanismo, arte y antropología. Fondo Editorial Universidad del Yaracuy. San Felipe, 2009. pp. 39-43. 158 p.
- Görtschacher, Wolfgang y Schachermayr, Andreas. Poetry Salzburg Review. University of Salzburg, Salzburg, Austria, 2010. pp. 106-111. 194 p.
- Arráiz Lucca, Rafael, prol., selec., comentarios y bibliografía. “Santos López”, Antología de la poesía venezolana. Caracas, Editorial Panapo. 1997.  pp. 913-918. 1051 p.
- Salas Hernández, Adalber y Sebastiani Verlezza, Alejandro. Poetas venezolanos contemporáneos. Tramas cruzadas, destinos comunes. Bogotá, Común Presencia Editores. pp. 21-26. 230 p.
- López Ortega, Antonio; Gomes, Miguel y Saraceni,Gina. "Rasgos Comunes. Antología de la poesía venezolana del siglo XX". Editorial Pre-Textos, Valencia, España. pp. 933-944. 1169 p.

## Reconocimientos
- Premio Municipal de Poesía en 1987.
- Premio Municipal de Poesía 2001.